# Alfred Gerasch

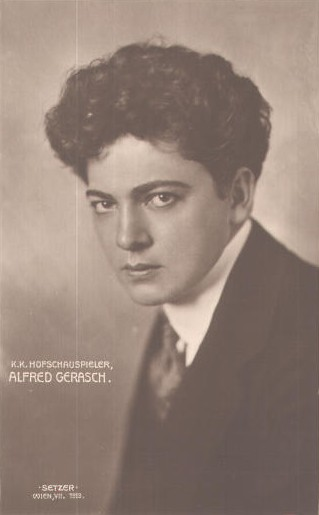
Alfred Gerasch, fotografiert von Franz Xaver Setzer

Alfred Arthur Max Gerasch (* 17. August 1877 in Berlin; † 12. August 1955 in Wien) war ein deutscher Schauspieler.

## Leben
Gerasch trat, nachdem er Unterricht bei Wilhelm Hock genommen hatte, erstmals 1896 am Bellevuetheater in Stettin auf. 1897 kam er nach Hamburg und 1898 nach Oldenburg. 1899 erreichte er Karlsruhe, von dort ging er 1907 nach Wien, wo er Mitglied des Ensembles am Burgtheater wurde.
Der spätere Hofschauspieler gab 42-jährig in Wien sein Filmdebüt in einer Sohn-Rolle. Er wechselte anschließend nach Berlin, wo er sowohl auf der Bühne als auch beim Film aktiv war. Von 1921 bis 1926 war er der Kompagnon von Gustav Charlé bei der Bühne Neues Theater am Zoo Gustav Charlé & Alfred Gerasch. Er spielte zahlreiche Nebenrollen im Film. Oft stellte er dabei hochgestellte historische Persönlichkeiten dar wie Talleyrand in Königin Luise, König Ludwig XV. in Marquis d'Eon, der Spion der Pompadour (beide 1928), Zar Alexander I. in Napoleon auf St. Helena (1929), Conrad von Hötzendorf in 1914, die letzten Tage vor dem Weltbrand (1931), Metternich in Marschall Vorwärts (1932), erneut Talleyrand in Hundert Tage (1935), Feldmarschall Daun in Fridericus (1937) und zuletzt Marc Aurel in Die Welt dreht sich verkehrt (1947). Gerasch stand 1944 in der Gottbegnadeten-Liste des Reichsministeriums für Volksaufklärung und Propaganda.
Über einen längeren Zeitraum war Gerasch mit dem russischen Tänzer Sascha Leontjew (1897–1942) liiert, die beiden wohnten um 1935 zusammen in der Schottengasse 3A in Wien. Ab 1937 gab Gerasch nur noch wenige Gastspiele, nach 1945 schränkte er seine Arbeit noch mehr ein.

## Filmografie
- 1919: Adrian Vanderstraaten
- 1920: Die Legende von der heiligen Simplicia
- 1920: Die Schuld der Lavinia Morland
- 1922: Seine Exzellenz von Madagaskar (2 Teile)
- 1923: Time Is Money
- 1925: Schatten der Weltstadt
- 1925: Die tolle Herzogin
- 1926: Der Meineidbauer
- 1926: Dagfin
- 1926: Staatsanwalt Jordan
- 1926: Eine Dubarry von heute
- 1927: Das Geheimnis des Abbé X
- 1927: Hotelratten
- 1927: Die Tragödie eines Verlorenen
- 1928: Die Yacht der sieben Sünden
- 1928: Königin Luise, 2. Teil
- 1928: Marquis d’Eon, der Spion der Pompadour
- 1928: Mein Leben für das Deine
- 1928: Die Sache mit Schorrsiegel
- 1928: Hotelgeheimnisse
- 1929: Das Mädel aus der Provinz
- 1929: Napoleon auf St. Helena
- 1930: Väter und Söhne
- 1930: Ariane
- 1931: Der Kongreß tanzt
- 1931: Leichtsinnige Jugend
- 1931: 1914, die letzten Tage vor dem Weltbrand
- 1932: Tannenberg
- 1932: Marschall Vorwärts
- 1932: Trenck
- 1933: Manolescu, der Fürst der Diebe
- 1933: Tausend für eine Nacht
- 1933: Das Glück von Grinzing
- 1934: Frühjahrsparade
- 1934: Lockvogel
- 1934: So endete eine Liebe
- 1935: Hundert Tage
- 1936: Arzt aus Leidenschaft
- 1937: Solo per te
- 1937: Zauber der Bohème (auch Co-Drehbuch)
- 1937: Fridericus
- 1938: Mutterlied
- 1947: Die Welt dreht sich verkehrt